# Florida Flight
I Florida Flight sono stati una franchigia di pallacanestro della WBA, con sede a Kissimmee, in Florida, attivi nel 2010.
Terminarono la stagione con un record di 7-5. Abbandonarono la lega prima dei play-off per trasferirsi nella CBL.

## Stagioni
| Stagione | Lega | Denominazione  | V | P | %    | Piazzamento | Play-off                               |
| -------- | ---- | -------------- | - | - | ---- | ----------- | -------------------------------------- |
| 2010     | WBA  | Florida Flight | 7 | 5 | 58,3 | 3º          | Abbandonano la lega prima dei play-off |